# Sigmoïde (mathématiques)
Pour les articles homonymes, voir Sigmoïde.

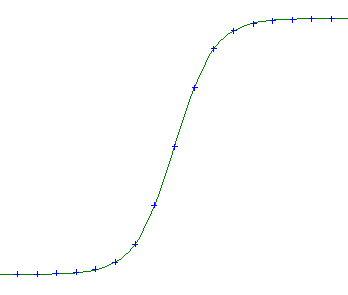
La fonction sigmoïde.

En mathématiques, la fonction sigmoïde (dite aussi courbe en S) est définie par :
{\displaystyle f(x)={\frac {1}{1+{\rm {e}}^{-x}}}} pour tout réel {\displaystyle x}
mais on la généralise à toute fonction dont l'expression est :
{\displaystyle f_{\lambda }(x)=f(\lambda x)={\frac {1}{1+{\rm {e}}^{-\lambda x}}}}
Elle représente la fonction de répartition de la loi logistique. La courbe sigmoïde génère par transformation affine une partie des courbes logistiques, ce qui en fait une représentante privilégiée.
La fonction sigmoïde est souvent utilisée dans les réseaux de neurones parce qu'elle est dérivable, ce qui est nécessaire pour l'algorithme de rétropropagation de Werbos, et parce que son codomaine est l'intervalle {\textstyle [0\,;1]}, ce qui permet d'obtenir des valeurs analogues à des probabilités. La dérivée de sa fonction inverse est simple à calculer, ce qui permet d'améliorer les performances des algorithmes d'optimisation.

## Propriétés graphiques
La courbe sigmoïde possède pour asymptotes les droites d'équation y = 0 et y = 1. Elle a pour centre de symétrie le point I de coordonnée (0;1/2), qui est également un point d'inflexion puisqu'en ce point, la dérivée seconde est nulle et change de signe

La fonction sigmoïde avec λ = 5.

Pour une courbe sigmoïde de paramètre λ, la dérivée au point d'inflexion est λ/4. Cette propriété permet de paramétrer facilement une sigmoïde en observant la pente au point d'inflexion (égale à la dérivée).

## Équation différentielle
Les propriétés de la fonction sigmoïde s'expliquent par celles de sa dérivée. En effet celle-ci est égale à
{\displaystyle {\frac {\mathrm {d} y}{\mathrm {d} x}}={\frac {\lambda {\rm {e}}^{-\lambda x}}{(1+{\rm {e}}^{-\lambda x})^{2}}}},
qui peut se transformer en
{\displaystyle {\frac {\mathrm {d} y}{\mathrm {d} x}}=\lambda \cdot y\cdot (1-y)}
où y varie de 0 à 1.
Cette équation différentielle signifie que la variation de y en fonction de x (souvent le temps d'ailleurs en physique, chimie ou marketing) est proportionnelle à la fois à l'avancement de y depuis 0 et au chemin qui reste à parcourir pour arriver à 1, proportionnalité affectée d'un coefficient λ.
Cette équation différentielle est un cas particulier de modèle de Verhulst et a pour autres solutions des fonctions logistiques.
La dérivée seconde possède aussi quelques propriétés : elle peut se transformer en
{\displaystyle {\frac {\mathrm {d} ^{2}y}{\mathrm {d} x^{2}}}=\lambda ^{2}\cdot y\cdot (1-y)\cdot (1-2y)}.
ce qui vérifie bien qu'un point d'inflexion est le point-milieu y = 1⁄2. Les autres points d'inflexion sont rencontrés aux extrémités de la courbe (y = 0 et y = 1), il s'agit plutôt de points asymptotiques de rayon infini.

## Écriture alternative
La fonction sigmoïde peut s'exprimer à l'aide de la fonction tangente hyperbolique, dont la courbe représentative a aussi une forme en S mais dont les asymptotes ont pour équations y = -1 et y = 1. En effet,
{\displaystyle \operatorname {tanh} \left({\frac {x}{2}}\right)={\frac {1-{\rm {e}}^{-x}}{1+{\rm {e}}^{-x}}}={\frac {2}{1+{\rm {e}}^{-x}}}-1=2f(x)-1}
donc
{\displaystyle f\left(x\right)={\frac {1}{2}}+{\frac {1}{2}}\operatorname {tanh} \left({\frac {x}{2}}\right)}.

### Modélisation
Dans le cadre de la modélisation, typiquement pour la modélisation de systèmes biologiques, les deux fonctions suivantes sont utilisées en tant que sigmoïdes :
- {\displaystyle \operatorname {sigp} (x)={\frac {x^{n}}{x^{n}+\theta ^{n}}}}
- {\displaystyle \operatorname {sigm} (x)=1-\operatorname {sigp} (x)={\frac {\theta ^{n}}{x^{n}+\theta ^{n}}}}

La raideur de ces fonctions aussi nommées « sigmoïdes de Hill » est décrite par le paramètre n et le point d'inflexion est considéré être en θ. Néanmoins, mathématiquement, ces fonctions ne sont pas des sigmoïdes et le point d'inflexion n'est pas en θ, mais en {\displaystyle \theta \cdot \left({\frac {n-1}{n+1}}\right)^{1/n}}.